# Olympiade d'échecs de 1988
L'Olympiade d'échecs de 1988 est une compétition mondiale par équipes et par pays organisée par la FIDE. Les pays s'affrontent sur 4 échiquiers par équipe de 6 joueurs (4 titulaires et 2 suppléants) repartie. Les équipes féminines ont 4 joueuses sur 3 échiquiers. Cette 28e Olympiade s'est déroulée du 12 au 30 novembre 1988 à Thessalonique en Grèce.
Les points ne sont pas attribués au regard des résultats des matches inter-nations, mais en fonction des résultats individuels sur chaque échiquier (un point par partie gagnée, un demi-point pour une nulle, zéro point pour une défaite).

## Tournoi masculin

### Contexte
Cette Olympiade réunit 106 nations, plus l'équipe de Grèce B. Après les quelques défections enregistrées à Dubaï, elle réunit pratiquement tous les meilleurs joueurs, à l'exception peut-être de Jan Timman et Kevin Spraggett pris par leur match de candidats pour le championnat du monde individuel.
La compétition se déroule en poule unique sur 14 rondes selon le système suisse.

### Résultat
| Classement final |                  |      |
| 1er              | Union soviétique | 40,5 |
| 2e               | Angleterre       | 34,5 |
| 3e               | Pays-Bas         | 34,5 |
| 4e               | États-Unis       | 34   |
| 5e               | Hongrie          | 34   |

Après deux olympiades réussies, la France régresse à la 31e place avec 30,5 points. La Belgique est 34e avec 30 points, Ronald Weemaes remporte la médaille de bronze au 4e échiquier.
Angleterre et Pays-Bas d'une part, États-Unis (qui abandonne sa traditionnelle 3e place) et Hongrie d'autre part sont départagés par le système Buchholz.

### Participants individuels
- Pour l'URSS : Kasparov, Karpov, Youssouov, Beliavski, Ehlvest, Ivantchouk.
- Pour l'Angleterre : Short, Speelman, Nunn, Chandler, Mestel, Watson.
- Pour les Pays-Bas : van der Wiel, Sosonko, van der Sterren, Piket, Kuijf, Douven.
- Pour la France : Spassky, Kouatly, Renet, Andruet, Haïk, Mirallès.
- Pour la Belgique : Winants, Jadoul, Boey, Weemaes, Geenen, Schuermans.

## Tournoi féminin
50 nations sont présentes, plus la Grèce B. 
La compétition se déroule en poule unique sur 14 rondes selon le système suisse.
L'équipe de Hongrie est l'attraction de cette olympiade. Elle est composée des trois sœurs Polgár : Zsuzsa, 19 ans, Sofia, 14 ans et Judit 12 ans. La quatrième partenaire, Ildikó Mádl, a 19 ans. 
| Classement final |                  |      |
| 1er              | Hongrie          | 33   |
| 2e               | Union soviétique | 32,5 |
| 3e               | Yougoslavie      | 28   |

Le tournoi est passionnant. L'URSS et la Hongrie se détachent à la 4e ronde. À la 10e ronde, l'URSS (Tchibourdanidzé, Arkhimovskaïa, Levitina et Litinskaïa) a 1,5 point d'avance avec un meilleur Buchholz. Il reste quatre matches à jouer. Avant la dernière ronde, la Hongrie a rattrapé son retard et les deux équipes ont 31 points. À la dernière ronde, l'URSS ne peut faire que nulle face aux Pays-Bas (trois parties nulles), alors que la Hongrie bat la Suède 2 à 1, grâce à la victoire sur le 2e échiquier de Judit Polgár avec les noirs. Elle réalise d'ailleurs un score individuel remarquable : +12 -0 =1.
Ce tournoi sonne la fin de l'hégémonie de l'équipe soviétique. Depuis la création en 1957 des olympiades féminines, l'URSS avait remporté tous les titres (11 victoires) à l'exception de l'Olympiade d'Haïfa pour cause de boycott.